# Lissopimpla erythropus
Lissopimpla erythropus là một loài tò vò trong họ Ichneumonidae.